# Câțcău, Cluj
Câțcău este satul de reședință al comunei cu același nume din județul Cluj, Transilvania, România.

Comuna Cîțcău este situată pe DN 1C, Cluj-Napoca - Dej - Baia Mare, pe valea râului Someș. Comuna se intinde pe o suprafață de 37 kmp, mărginîndu-se la nord cu județul Salaj, la est și sud cu comuna Caseiu, jud. Cluj, iar la sud-vest cu comuna Vad. Cîțcăul este situat în Podișul Someșan, pe o terasă de calcare și tufuri vulcanice, ușor înclinată spre malul drept al Someșului, strajuită în partea de nord-est de dealuri înalte, împădurite spre culme, plantate cu pomi sau cultivate cu cereale. Someșul formeaza o luncă largă de cca 2-3 km, inundabilă în parte .

## Galerie de imagini

Comuna Câţcău și satele componente

## Legături externe
Materiale media legate de Câțcău la Wikimedia Commons